# Чемпионат мира по бегу по пересечённой местности 1987
Чемпионат мира по бегу по пересечённой местности 1987 прошёл 22 марта 1987 года в городе Варшава, Польша.
Всего было проведено 4 забега — мужчины (дистанция 12 км), женщины (8 км), а также забеги юниоров (8 км) и юниорок (6 км). Также разыгрывались победители в командном первенстве — складываются четыре лучших результата от страны и по сумме наименьшего времени определялись чемпионы. В командном зачёте среди мужчин победила Кения, а среди женщин — США. Команда СССР заняла третье место.

## Результаты

### Мужчины
| Место | Имя            | Гражданство | Время 0(м:с) |
| ----- | -------------- | ----------- | ------------ |
| 1     | Джон Нгуги     | Кения       | 36:07        |
| 2     | Пол Кипкоэч    | Кения       | 36:07        |
| 3     | Пол Арпин      | Франция     | 36:51        |
| 4     | Абебе Меконнен | Эфиопия     | 36:53        |
| 5     | Сом Муге       | Кения       | 36:54        |
| 6     | Эндрю Масаи    | Кения       | 37:01        |
| 7     | Пэт Портер     | США         | 37:04        |
| 8     | Пол Макклой    | Канада      | 37:08        |